# Шлегель, Владимир Петрович
Владимир Петрович Шлегель (27 мая 1901 года, село Уст-Вомха ,Саратовская губерния Российская империя — умер после 1956 года, Москва, СССР) — советский военачальник, полковник (1940).

## Биография
Родился 27 мая 1901 года в городе Саратов. Немец.

#### Гражданская война
6 июня 1919 года добровольно вступил в РККА через Саратовский губернский военкомат и был направлен в Красный запасной электротехнический дивизион, где зачислен курсантом в класс инструкторов. По его окончании 15 апреля 1920 года ему было присвоено звание «красный командир» с назначением в 4-й телеграфно-телефонный дивизион (г. Нижний Тагил) на должность помощника заведующего классом. С октября 1920 года по март 1921 года временно и. д. заведующего классом полевой телеграфно-телефонной команды Приуральского ВО (Полевской), затем вновь был заведующим классом в 4-м запасном телеграфно-телефонном дивизионе.

#### Межвоенные годы
С января 1923 года проходил службу помощника командира роты в 1-м полку связи МВО в Москве. С марта 1923 года по май 1924 года был младшим техническим инструктором роты связи 2-го армейского корпуса этого же округа, затем вновь служил в 1-м полку связи в должностях командира полигонной роты, командира батальона, помощником командира полка по хозяйственной части. Одновременно в 1927 года сдал экстерном испытание за нормальную военную школу. В сентябре 1931 года назначен командиром отдельного батальона связи 50-й стрелковой дивизии в городе Солнечногорск. В мае 1932 года переведен на должность командира батальона связи в Военную академию РККА им. М. В. Фрунзе. Приказом РВС СССР № 918 от 30 апреля 1933 года ему были присвоены права окончившего полный курс этой академии. С октября 1933 года был начальником штаба 1-й отдельной бригады военно-строительных частей Дальневосточного края в городе Комсомольск-на-Амуре, с июня 1936 года — заместителем начальника отдела строительных частей штаба ОКДВА. С января 1937 года командовал учебным батальоном 108-го стрелкового полка 186-й стрелковой дивизии ЗабВО в городе Чита. 30 июня 1938 года уволен в запас. В мае 1939 года Шлегель вновь был восстановлен в Красной армии и назначен помощником командира полка по строевой части 186-й стрелковой дивизии (в это время входила уже в состав УрВО и дислоцировалась в городе Белебей). В сентябре назначен начальником курсов младших лейтенантов при этой же дивизии в городе Уфа. С ноября 1939	года и. д. помощника командира по строевой части 166-го стрелкового полка 98-й стрелковой дивизии УрВО в городе Сарапул, с января 1940 года был начальником штаба 22-й запасной стрелковой бригады в городе Киров. В январе 1941 года переведен в СибВО на должность заместителя начальника штаба — начальника 1-го отделения штаба 178-й стрелковой дивизии в городе Томск. С апреля и. д. начальника штаба 201-й стрелковой дивизии в городе Тюмень.

#### Великая Отечественная война
В начале войны полковник Шлегель в июне 1941 года был назначен начальником штаба 217-й стрелковой дивизии ОрВО в городе Борисоглебск и 29 июня убыл с ней на фронт. По прибытии дивизия вошла в 28-ю армию Группы армий резерва Ставки ГК. С 15 июля она в составе армии находилась в подчинении Фронта резервных армий, затем в начале августа была передана 43-й армии Резервного фронта и участвовала в Смоленском сражении — занимала оборону по реке Десна, частью сил вела бои за город Рославль. В середине августа 1941 года 217-я стрелковая дивизия была подчинена вновь сформированной 50-й армии Брянского фронта. С 19 августа по 13 сентября Шлегель временно командовал этой дивизией. С 30 сентября её части приняли участие в Орловско-Брянской оборонительной операции, вели тяжелые бои в окружении. В ходе этой операции с 18 октября полковник Шлегель вновь вступил в командование 217-й стрелковой дивизией и находился в этой должности до середины ноября. В период отхода вместе с ней участвовал в боях за города Лихвин и Одоев. 25 октября 1941 года дивизия вышла к Туле, где, получив боевой участок, вступила в тяжелые оборонительные бои. В боях за Тулу полковник Шлегель являлся уполномоченным Военного совета 50-й армии по оборонительным работам, а также специальным уполномоченным армии в 239-й стрелковой дивизии. В сложной обстановке вывел её из-под ударов противника в район Рязани, где она вошла в подчинение 10-й армии. В январе 1942 года Шлегель по национальному признаку был переведен в Сибирский военный округ, где назначен командиром 610-го стрелкового батальона. С мая 1942 года занимал должность заместителя начальника Рубцовского военного пехотного училища. В июле 1942 года уволен с военной службы.
С августа 1942 года работал начальником кафедры военной и физической подготовки в Московском институте химического машиностроения, с мая 1943 года и до конца войны был начальником военной кафедры и старшим преподавателем в Институте народного хозяйства им. Г. В. Плеханова.

#### Послевоенное время
После войны Шлегель в этом же институте. С сентября 1949 года работал в Московском областном совете Добровольного спортивного общества «Буревестник» заведующим организационным отделом. С апреля 1956 года — инспектор отдела физической подготовки Министерства высшего и среднего специального образования СССР.

## Награды
- орден Красного Знамени (05.11.1946)[4][5]

медали в том числе:
- - «За оборону Москвы» (11.12.1944)[6]
  - «За Победу над Германией в Великой Отечественной войне 1941—1945 гг.» (1945)
  - «За доблестный труд в Великой Отечественной войне 1941—1945 гг.» (1945)